# Эала, Александра
Александра (Алекс) Маньего Эала (англ. Alexandra „Alex“ Maniego Eala; род. 23 мая 2005, Кесон-Сити, Столичный регион) — филиппинская теннисистка. Финалистка одного турнира WTA в одиночном разряде.
Победительница одного юниорского турнира Большого шлема в одиночном разряде (Открытый чемпионат США-2022) и двух в парном разряде (Открытый чемпионат Австралии-2020, Открытый чемпионат Франции-2021); бывшая вторая ракетка мира в юниорском рейтинге ITF (2020).

## Общая биография
Родилась 23 мая 2005 года в Кесон-Сити, в Столичном регионе, на Филиппинах. Мать Розмари Маньего занималась плаванием и выиграла бронзовую медаль на Играх Юго-Восточной Азии 1985 года на дистанции 100 м на спине; отец Майк на любительском уровне играл в теннис, и позже стал первым тренером дочери.
С 2018 года Эала училась и тренировалась в теннисной академии Рафаэля Надаля на Мальорке (Испания), откуда выпустилась в 2023 году. Позже её тренерами стали Сандро Виане и Даниэль Гомес — специалисты из академии Надаля.

## Спортивная карьера

### Юниорские турниры
В 2018 году выиграла юниорский международный турнир Les Petits As, переиграв в финале будущую коллегу по взрослому туру Линду Носкову.
В 2019 году Эала вместе с белорусской Эвелиной Ласкевич одержала победу в парном разряде юниорского (в возрастной категории до 18 лет) престижного турнира Orange Bowl.
В январе 2020 года вместе с индонезийкой Приской Маделин Нугрохо стала победительницей в парном разряде юниорского Открытого чемпионата Австралии, где они в финале победили Матильду Мутавджич и Живу Фалкнер со счётом 6-1, 6-2.
В начале июня 2021 года вместе с россиянкой Оксаной Селехметьевой стала победительницей в парном разряде юниорского Открытого чемпионата Франции, где они в финале победили Марию Бондаренко и Амариссу Тот со счётом 6-0, 7-5.
В начале сентября 2022 года Эала стала победительницей в одиночном разряде юниорского турнира Большого шлема Открытого чемпионата США, где она в финале победила чешку Луцию Гавличкову со счётом 6-2, 6-4.

### Взрослые турниры
В 2021—2024 годах стала победительницей пяти турниров ITF (один из них категории ITF W100) в одиночном разряде.
И в 2024 году стала победительницей ещё трёх турниров ITF (один категории ITF W100) в парном разряде.

#### 2024—2025
В июле 2024 года стала победительницей в одиночном разряде 100-тысячного турнира ITF в Витория-Гастейсе (Испания), где она в финале победила теннисистку из Андорры Викторию Хименес Касинцеву со счётом 6-4, 6-4.
На этом же турнире в парном разряде она также стала победительницей вместе с француженкой Эстель Касино, обыграв в финале Диану Марцинкевич и Лию Каратанчеву со счётом 6-3, 2-6, [10:4].
В начале декабря 2024 года на турнире ITF W100 в Дубае в одиночном разряде дошла до полуфинала, где проиграла россиянке Полине Кудерметовой со счётом 6-4, 2-6, 2-6.
В конце марта 2025 года на турнире WTA 1000 в Майами, получив специальное приглашение в основу, дошла до полуфинала, где проиграла четвёртой ракетке мира американке Джессике Пегуле со счётом 6-7, 7-5, 3-6. По ходу соревнований она обыграла двух игроков из топ-5 рейтинга: Мэдисон Киз и Игу Свёнтек.
В июне впервые вышла в финал турнира основной серии WTA — в Истборне, уступив австралийке Майе Джойнт со счётом 4-6, 6-1, 6-7(10).

## Итоговое место в рейтинге WTA по годам
| Год  | Одиночный рейтинг | Парный рейтинг |
| 2024 | 158               | 239            |
| 2023 | 205               | 436            |
| 2022 | 219               | 594            |
| 2021 | 529               | 780            |

## Выступления на турнирах

### Финалы турнировWTAв одиночном разряде (1)

#### Поражение (1)
| Легенда:                   |
| -------------------------- |
| Турниры Большого шлема (0) |
| Олимпиада (0)              |
| Итоговый турнир WTA (0)    |
| WTA 1000 (0)               |
| WTA 500 (0)                |
| WTA 250 (0)                |

| №  | Дата         | Турнир                  | Покрытие | Соперница в финале | Счёт            |
| 1. | 28 июня 2025 | Истборн, Великобритания | Трава    | Майя Джойнт        | 4-6 6-1 6-7(10) |

### Финалы турнировITFв одиночном разряде (8)

#### Победы (5)
| Легенда:                 |
| ------------------------ |
| W100 / 100.000 USD (1+1) |
| W80 / 80.000 USD (0)     |
| W75 / 60.000 USD (0+1)   |
| W50 / 40.000 USD (0+1)   |
| W35 / 25.000 USD (3)     |
| W15 / 15.000 USD (1)     |

| Титулы по покрытиям | Титулы по месту проведения матчей турнира |
| ------------------- | ----------------------------------------- |
| Хард (5+3)          | Зал (0+1)                                 |
| Грунт (0)           | Зал (0+1)                                 |
| Трава (0)           | Открытый воздух (5+2)                     |
| Ковёр (0)           | Открытый воздух (5+2)                     |

| №  | Дата            | Турнир                    | Покрытие | Соперница в финале         | Счёт        |
| 1. | 24 января 2021  | Манакор, Испания          | Хард     | Ивонн Кавалье Реймерс      | 5-7 6-1 6-2 |
| 2. | 10 апреля 2022  | Чианграй, Таиланд         | Хард     | Луксика Кумкхум            | 6-4 6-2     |
| 3. | 4 июня 2023     | Екла, Испания             | Хард     | Валентина Рисер            | 6-3 7-5     |
| 4. | 13 августа 2023 | Рохамптон, Великобритания | Хард     | Арина Родионова            | 6-2 6-3     |
| 5. | 21 июля 2024    | Витория-Гастейс, Испания  | Хард     | Виктория Хименес Касинцева | 6-4 6-4     |

#### Поражения (3)
| №  | Дата            | Турнир                   | Покрытие   | Соперница в финале     | Счёт        |
| 1. | 19 июня 2022    | Мадрид, Испания          | Хард       | Марина Бассольс Рибера | 4-6 5-7     |
| 2. | 20 августа 2023 | Олдершот, Великобритания | Хард       | Дестани Айява          | 6-3 4-6 1-6 |
| 3. | 19 ноября 2023  | Петанж, Люксембург       | Хард (зал) | Осеан Доден            | 1-6 5-7     |

### Финалы турнировITFв парном разряде (4)

#### Победы (3)
| №  | Дата           | Турнир                   | Покрытие   | Партнёрша        | Соперницы в финале                | Счёт           |
| 1. | 28 января 2024 | Пуна, Индия              | Хард       | Дарья Семенистая | Нейкта Бэйнс Фанни Штоллар        | 7-6(8) 6-3     |
| 2. | 31 марта 2024  | Круасси-Бобур, Индия     | Хард (зал) | Эстель Касино    | Майя Ламсден Жессика Понше        | 7-5 7-6(4)     |
| 3. | 21 июля 2024   | Витория-Гастейс, Испания | Хард       | Эстель Касино    | Лия Каратанчева Диана Марцинкевич | 6-3 2-6 [10-4] |

#### Поражение (1)
| №  | Дата          | Турнир                         | Покрытие | Партнёрша           | Соперницы в финале                       | Счёт    |
| 1. | 23 марта 2021 | Кастель-Пладжа-де-Аро, Испания | Грунт    | Оксана Селехметьева | Юстина Микульските Оана Джорджета Симьон | 3-6 5-7 |